# Deutsche Heredo-Ataxie-Gesellschaft Bundesverband
Die Deutsche Heredo-Ataxie-Gesellschaft Bundesverband (DHAG) ist eine Selbsthilfeorganisation für Betroffene, gefährdete Personen und Angehörige bei Ataxien, sowie für Personen, die sich beruflich mit Ataxie-Erkrankungen befassen (Ärzte, Therapeuten). Ziel des Vereins ist der Abbau von Problemen und Schwierigkeiten, die mit diesen Erkrankungen verbunden sind. Die DHAG wurde 1983 in Stuttgart gegründet.

## Ziele
Ziele der DHAG sind:
- bei den Betroffenen: bessere Bewältigung der eigenen Behinderung sowie bewusster Umgang mit den Mitmenschen
- bei den gefährdeten Personen: bessere Bewältigung der eigenen Erkrankungswahrscheinlichkeit und verantwortungsbewusster Umgang mit dieser Gefährdung
- bei den Angehörigen: bessere Bewältigung des Zusammenlebens mit einem Betroffenen bzw. einer gefährdeten Person
- bei den Nichtbetroffenen: Abbau von Hemmungen und Ängsten den Betroffenen, gefährdeten Personen und Angehörigen gegenüber und somit unkompliziertere zwischenmenschliche Beziehungen
- die Diskriminierung behinderter Menschen zu beseitigen, die Gleichstellung in allen gesellschaftlichen Bereichen durchzusetzen und Integration und Inklusion zu fördern[1].

## Aufgabenschwerpunkte
- Persönliche, telefonische und briefliche Informationsvermittlung
- Beratung in fachlichen Angelegenheiten durch Mitglieder des Medizinischen Beirats
- Vermittlung von regionalen Ataxiegruppen
- Förderung des überörtlichen Kontaktaustausches der Mitglieder
- Durchführung von Seminaren und Arbeitstreffen für Mitglieder, Angehörige, Therapeuten und Interessierte
- Herausgabe der Mitgliederzeitschrift „Herax-Fundus“, von Broschüren und Informationsmaterialien
- Unterstützung von Forschungsprojekten
- Bewusstseinsbildung in der Öffentlichkeit[2].

## Geschichte
Der Verein wurde am 23./24. April 1983 unter dem Namen Deutsche Heredo-Ataxie-Gesellschaft (DHAG) e. V. in Stuttgart gegründet und ist im Vereinsregister des Amtsgerichts Stuttgart unter der Nummer VR 4333 eingetragen. Der Verein ist als unmittelbar steuerbegünstigt gemeinnützig anerkannt. Eine Mitgliederversammlung findet jährlich statt.
Die Geschäftsstelle der DHAG befindet sich seit 1984 in Stuttgart. Seit 1984 wird die Mitgliederzeitschrift Herax-Fundus publiziert. Der Verein gibt eine Vielzahl von Broschüren rund um das Thema Ataxien heraus. Es existieren zahlreiche Regionalgruppen in der gesamten Bundesrepublik. Seit 1991 verleiht der Verein aller 5 Jahre den Heredo-Ataxie-Preis für z. B. wissenschaftliche Arbeiten zum Thema oder für besonderes Engagement für die Ziele der DHAG.

### Medizinischer Beirat
1997 wurde ein medizinischer Beirat gegründet, der den Verein in fachlicher Sicht unterstützt. Dem Beirat gehören u. a. Vertreter der Humangenetik, der Neurologie, der Pädiatrie, der Psychiatrie, der inneren Medizin, der Logopädie und der Ergotherapie an. Der medizinische Beirat wird vom Vorstand jeweils für die Dauer von drei Jahren berufen.

### Kooperationen
Der Verein kooperiert mit der Bundesarbeitsgemeinschaft Selbsthilfe von Menschen mit Behinderung und chronischer Erkrankung und ihren Angehörigen, Euroataxia, Allianz Chronischer Seltener Erkrankungen, dem Paritätischen Wohlfahrtsverband, dem Kindernetzwerk, der Deutschen Huntington Hilfe, dem Verein Psychosoziale Aspekte der Humangenetik und mit zahlreichen bundesweiten Selbsthilfeverbänden und weiteren wissenschaftlichen Fachgesellschaften.

### Vorsitzende
- 1983 bis 2001 Günther Oesterle
- 2001 bis 2002 Christian Schulz
- 2002 bis 2004 Detlef Radant
- 2004 bis 2019 Marina Stüber
- seit 2019 Marion Nadke[3]

## Veröffentlichungen
- Mitgliederzeitschrift Herax-Fundus. Erscheint viermal jährlich. ISSN 1438-4248
- Festschrift 40 Jahre DHAG 1983 – 2023. 2023
- DHAG-Informationsbroschüre. 2021. ISBN 978-3-934430-26-6
- Ataxien – Genetik, Klinik, Therapie. 2020. ISBN 978-3-934430-22-8
- Hilfsmittelempfehlungen für Menschen mit Ataxie-Erkrankung. 2016. ISBN 3-934430-19-8
- Physiotherapie für Menschen mit Ataxie-Erkrankung. 2015. ISBN 978-3-934430-20-4
- Trollkind Lisa und die Ataxie. 2013. ISBN 978-3-934430-24-2
- Schluckstörungen bei Ataxie-Krankheiten: Ursachen, Diagnostik, Therapie. 2011. ISBN 978-3-934430-23-5
- Prävention und Wellness für Menschen mit Ataxie-Erkrankung. 2009. ISBN 978-3-934430-25-9
- Genetische Grundlagen der Heredo-Ataxien. 1999. ISBN 978-3-934430-16-7
- Richtlinien für die Anwendung molekulargenetischer Untersuchungen zur Vorhersage und Diagnostik von dominanten Heredo-Ataxien. 1999. ISBN 978-3-934430-15-0
- Krankheitsgymnastik, Ergotherapie, Logopädie bei Heredo-Ataxien. 1996. ISBN 978-3-934430-11-2
- 10 Jahre DHAG: 1983 – 1993. 1993. ISBN 978-3-934430-09-9